# Syndroom van Donohue
Het syndroom van Donohue of leprechaunisme is een zeer zeldzame en ernstige genetische aandoening. De ziekte kent doorgaans een dodelijke afloop in het eerste levensjaar. Aangedane individuen hebben een defect in het gen dat codeert voor de insulinereceptoren. Het syndroom werd voor het eerst beschreven in 1948 door W.L. Donohue.

## Klinische presentatie
Faciale kenmerken van het syndroom van Donohue zijn laagstaande oren en dikke lippen. Daarnaast kenmerken patiënten zich door een vertraagde groei (reeds voor de geboorte), een vergrote clitoris en borsten bij vrouwen en een vergrote penis bij mannen.
De mutatie veroorzaakt een gestoorde werking van de insulinereceptor wat ertoe leidt dat patiënten insulineresistent zijn. Ten gevolge hiervan komen bij aanwezigheid van het syndroom hypoglykemie en hyperinsulinemie (hoge insulinewaardes in het bloed) voor. Een ander kenmerk van de ziekte is een sterk verminderd subcutaan vetweefsel.
Een veel mildere vorm van de ziekte, waarbij enige insulineresistentie voorkomt, is gekend. Bij deze vorm zijn zowel de groei als de vetverdeling normaal. Deze vorm wordt veroorzaakt door een minder ernstige mutatie van hetzelfde gen.